# ایارا (ماداگاسکار)
ایارا (به لاتین: Iara) یک منطقهٔ مسکونی در ماداگاسکار است که در ونگایندرانو واقع شده‌است. ایارا ۹٬۰۰۰ نفر جمعیت دارد و ۹۰ متر بالاتر از سطح دریا واقع شده‌است.